# Maceo Plex
Maceo Plex, pseudonimo di Eric Estornel (Flower Mound, 7 novembre 1978), è un disc jockey e produttore discografico statunitense.

## Biografia
Nato in una famiglia di origine cubana, passa la sua infanzia fra Miami ed il Texas. Nel 1991 si trasferisce definitivamente a Dallas dove comincia ad avvicinarsi alla musica elettronica. Nel 1993, dopo che suo padre gli regalò un giradischi, comincia la sua carriera come dj, partendo da feste private arrivando a fare da spalla a Green Velvet e Plastikman. Nel 1996 comincia la sua carriera di producer sotto lo pseudonimo di Eric Entity, primo di una lunga serie di alias tra i quali, in particolare, quelli di Mariel e Maetrik; per diversi anni produce vari singoli sotto diverse etichette (Treibstoff, Dumb Unit, Cocoon, Audiomatique, Modern Love, Mothership) ed, al contempo, inizia a suonare in vari club e festival a livello internazionale. Nel 2009 crea nuovo pseudonimo di Maceo Plex con cui fa uscire il primo EP Clubs. Nel 2010 si trasferisce a Valencia e fa uscire il singolo Vibe Your Love, il primo successo internazionale, che lo condurrà, l'anno successivo a produrre un intero album, Life Index. Nel 2011 crea la sua prima etichetta discografica, la Ellum Audio, seguita, nel 2017 dalla seconda etichetta, la Lone Romantic. Nel 2016 diventa resident dj presso il Pacha di Ibiza con la serata "Mosaic".

### Vita privata
Eric Estornel è sposato con la dj Christine Mooneyhan e ha un figlio di nome Solar.

## Stile musicale
Le prime produzioni dell'artista sono considerate di stampo Detroit techno, electro e house; col tempo si è mosso verso sperimentazioni diverse con suoni più vicini alla techno (con l'alias di Maetrik), alla electro sperimentale (Mariel). Lo pseudonimo di Maceo Plex, con il quale ha raggiunto i maggiori successi, predilige invece sonorità più morbide di stampo tech house o deep house, l'uso di elementi vocali propri o della moglie (la quale canta sotto lo pseudonimo di Maars), testi romantici e influenze soul e funk.

## Riconoscimenti

### DJ award
- 2012 – Vincitore nella categoria deep house
- 2013 – Vincitore nella categoria producer
- 2013 – Nomination nella categoria deep house
- 2014 – Nomination nella categoria deep house
- 2014 – Nomination nella categoria tech-house
- 2015 – Nomination nella categoria tech-house
- 2016 – Vincitore nella categoria eventi di Ibiza (Mosaic)
- 2016 – Nomination nella categoria tech-house
- 2017 – Nomination nella categoria techno

## Discografia

### Studio
- Life Index (Crosstown Rebels, 2011)
- Solar (Lone Romantic, 2017)

### Singoli e extended play
- Maetrik / Maceo Plex - Clubs EP (Resopal Schallware, 2009)
- Vibe Your Love (Crosstown Rebels, 2010)
- Under the Sheets EP (No.19 Music, 2011)
- High & Sexy EP (Ellum Audio, 2011)
- Your Style (Crosstown Rebels, 2011)
- Sweating Tears EP (Crosstown Rebels, 2011)
- Maceo Plex & Elon - Bummalo EP (ReSolute Label, 2011)
- Odd Parents & Maceo Plex - Get Enough (Leftroom, 2012)
- Frisky (Crosstown Rebels,	2012)
- Jon Dasilva & Maceo Plex - Love Somebody Else (Ellum Audio, 2012)
- Space Junk (Ellum Audio, 2012)
- Jupiter Jazz (Maceo Plex & Danny Daze) - Booty Jazz (Ellum Audio, 2013)
- In Excess (Ellum Edits, 2013, uncredited)
- Maceo Plex & Maars featuring Florence Bird - Going Back (Ellum Audio, 2013)
- Conjure One (Ellum Audio, 2014)
- Conjure Two (M_nus, 2014)
- Conjure Superstar (Kompakt, 2014)
- Conjure Infinity (Drumcode, 2014)
- Maceo Plex & Gabriel Ananda - Solitary Daze (Ellum Audio, 2014)
- Solar Sampler (Ellum Audio, 2015)
- Maceo Plex featuring C.A.R - Mirror Me (Kompakt, 2015)
- Journey to Solar (Ellum Audio, 2016)
- The Tesseract (Ellum Audio, 2017)

### Altre tracce
| Year | Track                                              | Date         | Release                                           |
| ---- | -------------------------------------------------- | ------------ | ------------------------------------------------- |
| 2011 | "Alpha"                                            | Mar 24, 2011 | Hot Waves, Vol. 1                                 |
| 2011 | "Falling"                                          | Jul 18, 2011 | Visionquest Beach Collection - Spring Summer 2011 |
| 2011 | "God Is Still My Papa"                             | Jan 11, 2011 | Crosstown Promo Mix, unreleased                   |
| 2011 | "Her Security"                                     | May 9, 2011  | 5 Years of Galaktika                              |
| 2012 | "Deez Nutz"                                        | Mar 12, 2012 | Ellum Sleazy Riders Collection                    |
| 2012 | "Mediate 2012" (vs. INXS)                          | Jul 5, 2012  | Released on Soundcloud                            |
| 2012 | "Why"                                              | Nov 6, 2012  | Watergate X                                       |
| 2013 | "Calm Under Pressure" (with Cajmere)               | May 13, 2013 | Too Underground For The Main Stage                |
| 2013 | "Galactic Cinema"                                  | Apr 19, 2013 | DJ-Kicks: Maceo Plex                              |
| 2013 | "Mind On Fire"                                     | Apr 19, 2013 | DJ-Kicks: Maceo Plex                              |
| 2013 | "Thank You Larry"                                  | Nov 15, 2013 | Mixmag Presents Deep Ellum                        |
| 2013 | "When It All Comes to This" (with Mark O'Sullivan) | Apr 19, 2013 | DJ-Kicks: Maceo Plex                              |

### Remixes
| Year | Artist                             | Track                   | Title                                         |
| ---- | ---------------------------------- | ----------------------- | --------------------------------------------- |
| 2010 | Glimpse                            | "Walk Tall"             |                                               |
| 2011 | Azari & III                        | "Manic"                 |                                               |
| 2011 | Bazar                              | "Hard to Find"          | Maceo Plex Funk Drop                          |
| 2011 | DJ T. featuring Cari Golden        | "City Life"             |                                               |
| 2011 | Jin Choi                           | "Half Baked"            | Maceo Plex Deep Remix Maceo Plex Groove Remix |
| 2011 | Laura Jones                        | "Love In Me"            |                                               |
| 2011 | Maceo Plex                         | "Your Style"            | Maceo Plex Re-Visit                           |
| 2011 | Martin Dawson featuring NRG        | "Think About It"        |                                               |
| 2012 | Jon Dasilva featuring Joi Cardwell | "Love Somebody"         | Maceo Plex Bonus Tool                         |
| 2012 | Maetrik                            | "Walk Alone"            | Maceo Plex Revenge Mix                        |
| 2013 | Ali Love featuring Kali            | "Emperor"               | Maceo Plex Last Disco Remix                   |
| 2013 | Azari & III                        | "Manic"                 | Maceo Plex Lost Version                       |
| 2013 | Butch featuring Benjamin Franklin  | "Highbeams"             |                                               |
| 2013 | Eric Volta                         | "Rez-Shifter"           |                                               |
| 2013 | Footprintz                         | "Uncertain Change"      | Maceo Plex Reconception Remix                 |
| 2013 | Good Guy Mikesh                    | "Place of Love"         | MP Edit                                       |
| 2013 | Jaydee                             | "Payback"               |                                               |
| 2013 | Lab Insect aka Nomenklatür         | "Oh Happy Day"          | Maceo Plex Edit                               |
| 2013 | Mathias Schaffhäuser               | "Nice to Meet You"      |                                               |
| 2013 | Mattski                            | "Escapism"              | Maceo Plex Conversation Remix                 |
| 2013 | Murr featuring Rosina              | "Dive into the Deepest" | MP Remix                                      |
| 2013 | S.A.M.                             | "Nangijala"             | Maceo Plex Reggae Edit                        |
| 2013 | Sound Stream                       | "Love Jam"              | Maceo Plex Unofficial Remix                   |
| 2013 | Visnadi                            | "Racing Tracks"         | Indianapolis Drive Mix / Maceo Plex Edit      |
| 2014 | Chelsea Wolfe                      | "The Warden"            |                                               |
| 2014 | GusGus                             | "Crossfade"             | Maceo Plex Mix                                |
| 2014 | Odd Parents                        | "Learn to Fly"          | Maceo 808 Dub Maceo's Flight Home Remix       |
| 2014 | Röyksopp                           | "Sordid Affair"         | Maceo Plex Mix                                |
| 2014 | WhoMadeWho                         | "Heads Above"           | Maceo Plex Dub Maceo Plex Remix               |
| 2015 | Joy Wellboy                        | "The Magic"             | Maceo Plex & Shall Ocin Dub                   |
| 2015 | Stephan Bodzin                     | "Powers of Ten"         | Maceo Plex & Shall Ocin Remix                 |
| 2016 | Sailor & I                         | "Black Swan"            | Maceo Plex Remix                              |
| 2017 | Dino Lenny                         | "Shoot Me to the Sky"   | Maceo Plex Remix                              |
| 2017 | Rebolledo                          | "Discótico Pléxico"     | Maceo Plex Remix                              |
| 2017 | Sefton                             | "Stranded In Passion"   | Maceo Plex Remix                              |

### Unreleased
| Year | Artist                               | Track                      | Title                    |
| ---- | ------------------------------------ | -------------------------- | ------------------------ |
| 2011 | Liberty City                         | "That's What I Got"        | Maceo Plex Re-Edit       |
| 2012 | Aphex Twin                           | "Polynomial-C"             | Maceo Plex Edit          |
| 2012 | Depeche Mode                         | "Policy of Truth"          | Maceo Plex Personal Edit |
| 2012 | Jack Rabbit                          | "Untitled"                 | Maceo Plex Edit          |
| 2012 | Steve Reich & Coldcut                | "Music for 18 Musicians"   | Maceo Plex Remix         |
| 2012 | The Revenge featuring Danielle Moore | "Just Be Good to Me"       | Maceo Plex Remix         |
| 2013 | Kavinsky featuring Lovefoxxx         | "Nightcall"                | Maceo Plex Edit          |
| 2013 | The Rolling Stones                   | "Heaven"                   | Maceo Plex Re-Edit       |
| 2014 | Archive                              | "Again"                    | Maceo Plex Remix         |
| 2014 | Jeanette Thomas                      | "Shake Your Body"          | Maceo Plex Remix         |
| 2014 | Iron Curtain                         | "The Condos"               | Maceo Plex Remix         |
| 2014 | The Smiths                           | "How Soon Is Now?"         | Maceo Plex Remix         |
| 2015 | Paul Hertzog                         | "Triumph" (Bloodsport OST) | Maceo Plex Remix         |
| 2016 | Jan Hammer                           | Crockett's Theme           | Maceo Plex Edit          |